# Plexippoides
Plexippoides Prószynski, 1984 è un genere di ragni appartenente alla famiglia Salticidae.

## Etimologia
Il nome deriva dal genere Plexippus, con cui ha diverse caratteristiche in comune, e il suffisso greco -οἶδες, -oìdes, che significa somigliante a, simile a.

## Distribuzione
Le 20 specie oggi note di questo genere sono diffuse in Asia orientale, Asia centrale e paesi del Mediterraneo; ben 11 specie sono endemiche della sola Cina.

## Tassonomia
Gli studi per la determinazione di questo genere sono stati effettuati da Prószynski sugli esemplari della specie tipo denominati Yllenus starmühlneri Roewer, 1955; il nome generico, originariamente pubblicato dallo stesso Prószynski nel 1976 da una sua diagnosi successiva del 1984 è stato considerato un nomen nudum.
Inoltre questo genere, secondo un lavoro dell'aracnologo Zabka, è un sinonimo posteriore di Epeus Peckham & Peckham, 1885 e un sinonimo anteriore di Menemerops Prószynski, 1992, a seguito di uno studio della Wesolowska del 1996.
A dicembre 2010, si compone di 20 specie:
- Plexippoides annulipedis (Saito, 1939) — Cina, Corea, Giappone
- Plexippoides arkit Logunov & Rakov, 1998 — Asia centrale
- Plexippoides cornutus Xie & Peng, 1993 — Cina
- Plexippoides digitatus Peng & Li, 2002 — Cina
- Plexippoides dilucidus Próchniewicz, 1990 — Bhutan
- Plexippoides discifer (Schenkel, 1953) — Cina
- Plexippoides doenitzi (Karsch, 1879) — Cina, Corea, Giappone
- Plexippoides flavescens (O. P.-Cambridge, 1872)[2] — dalla Grecia all'Asia centrale
- Plexippoides gestroi (Dalmas, 1920) — Mediterraneo orientale
- Plexippoides jinlini Yang, Zhu & Song, 2006 — Cina
- Plexippoides longus Zhu e altri, 2005 — Cina
- Plexippoides meniscatus Yang, Zhu & Song, 2006 — Cina
- Plexippoides nishitakensis (Strand, 1907) — Giappone
- Plexippoides potanini Prószynski, 1984 — Cina
- Plexippoides regius Wesolowska, 1981 — Russia, Cina, Corea
- Plexippoides regiusoides Peng & Li, 2008 — Cina
- Plexippoides szechuanensis Logunov, 1993 — Cina
- Plexippoides tristis Próchniewicz, 1990 — Nepal
- Plexippoides validus Xie & Yin, 1991 — Cina
- Plexippoides zhangi Peng et altri, 1998 — Cina

### Specie trasferite
- Plexippoides bicuspidatus Song, Gu & Chen, 1988; gli esemplari, rinvenuti in Cina, sono stati trasferiti al genere Epeus con la denominazione Epeus bicuspidatus (Song, Gu & Chen, 1988) a seguito di un lavoro degli aracnologi Peng e altri del 1993[1].